# Fruehauf Corporation

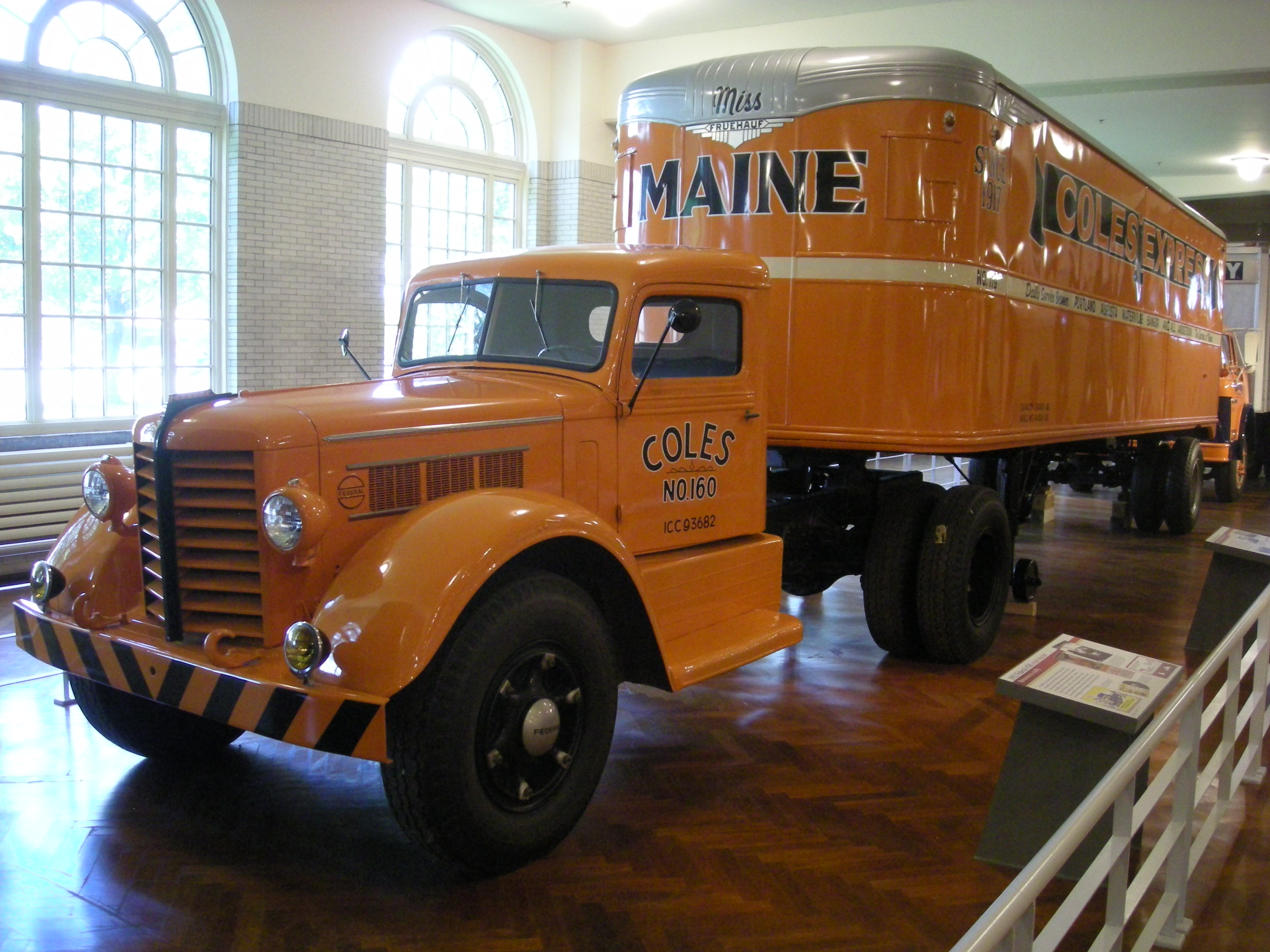
1946 Fruehauf Sattelzug (mit 1952 Federal 45M Lastkraftwagen) im Henry Ford Museum

Die Fruehauf Corporation war ein US-amerikanischer Hersteller von Sattelaufliegern und Nutzfahrzeugtechnik mit Sitz in Indianapolis, Indiana. Das Unternehmen gilt als Pionier in der Entwicklung des Semi-Trailer-Konzepts.

## Geschichte

### Gründung und frühe Jahre (1914–1930)
Der aus Detroit stammende Schmied und Kutschenbauer August Charles Fruehauf (1868–1930) fertigte 1914 im Auftrag eines Kunden einen ersten Anhänger zum Transport eines Bootes, der an ein Ford Model T-Fahrgestell gekoppelt wurde. Kurz darauf entwickelte er einen weiteren Anhänger für Langholztransporte, den er als „Semi-Trailer“ bezeichnete. 1918 gründete er die Fruehauf Trailer Company und spezialisierte sich fortan auf die Herstellung von Sattelaufliegern.

### Expansion und Diversifikation (1930–1963)
Nach dem Tod des Firmengründers übernahmen seine Söhne Harvey (1930–1949) und Roy Fruehauf (1949–1958) die Unternehmensleitung. In den folgenden Jahrzehnten expandierte Fruehauf stark, eröffnete zahlreiche Produktionsstätten und sicherte sich über 1.000 Patente, unter anderem für automatische Kupplungen und neue Aufliegerkonstruktionen.

### Umbenennung und internationale Präsenz (1963–1980er Jahre)
1963 erfolgte die Umfirmierung zur Fruehauf Corporation. Das Unternehmen erweiterte sein Produktportfolio um Tankauflieger, Kippfahrzeuge und Containerlösungen. Fruehauf spielte eine maßgebliche Rolle bei der Standardisierung des Containertransports. 1973 übernahm Fruehauf den Automobilzulieferer Kelsey-Hayes Company, verkaufte diesen Bereich jedoch 1989 wieder.

### Niedergang und Insolvenz (1990er Jahre)
Wirtschaftliche Probleme führten 1996 zum Antrag auf Insolvenz nach Chapter 11. 1997 wurden die US-Aktivitäten an den Konkurrenten Wabash National verkauft. Die Produktion in den USA wurde eingestellt, während einige internationale Tochtergesellschaften fortbestanden.

### Internationale Tochtergesellschaften

#### Fruehauf France
Fruehauf gründete 1946 eine französische Tochtergesellschaft in Toulouse. Ab 1949 entstanden dort eigene Konstruktionen, die in den 1950er Jahren etwa 30 % Marktanteil in Frankreich erreichten. In den 1970er Jahren beschäftigte das Unternehmen über 2.000 Mitarbeiter. 2015 übernahm der polnische Nutzfahrzeughersteller Wielton den Betrieb.

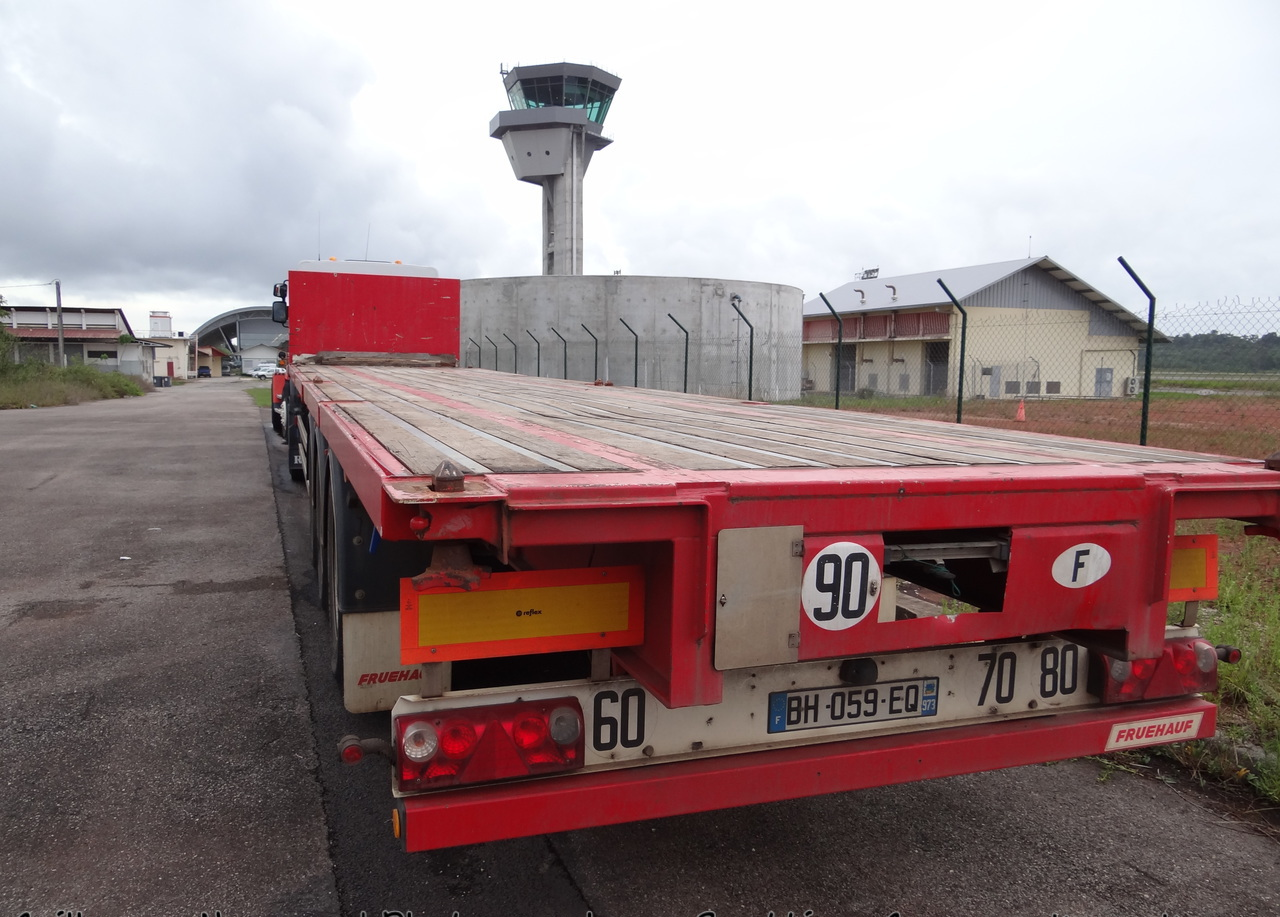
Französischer Fruehauf-Sattelauflieger, Baujahr um 2010

Ein Beispiel für die jüngere Produktion ist ein in Frankreich gefertigter Sattelauflieger (siehe Bild), der noch vor der Übernahme durch Wielton hergestellt wurde.

#### Nippon Fruehauf
1963 als Joint Venture zwischen Nippon Light Metal und Isuzu gegründet, bis heute im japanischen Markt aktiv.

## Unternehmenskennzahlen
Historische Höchststände:
- Mitarbeiterzahl: ca. 26.500
- Jahresumsatz: ca. 2,56 Mrd. USD
- Marktwert (Ende 1980er Jahre): ca. 2,1 Mrd. USD

## Produkte und Innovationen
Fruehauf war an zahlreichen technischen Entwicklungen im Nutzfahrzeugbereich beteiligt, darunter:
- Einführung des Semi-Trailers in den USA (1914)
- Entwicklung automatischer Kupplungssysteme (ab 1919)
- Container-Transportlösungen (ab Mitte der 1950er Jahre)
- Militärische Spezialfahrzeuge, unter anderem für die NASA-Gemini-Missionen[5]